# Orhan Tançgil
Orhan Tançgil (* 16. Mai 1973 in Essen) ist ein deutsch-türkischer Autor, Unternehmer und Fernsehkoch.

## Leben
Orhan Tançgil wurde als Sohn türkischer Einwanderer in Essen geboren und wuchs in Düsseldorf auf, wo sein Vater eine Druckerei betrieb. Nach der Ausbildung zum Druckvorlagenhersteller in Düsseldorf holte er sein Abitur nach, studierte ab 1998 Mediapublishing an der Hochschule der Medien in Stuttgart und schloss 2003 als Diplom-Wirtschaftsingenieur für Mediapublishing ab. Tançgil betätigt sich seit 2005 als Fachbuchautor zum Thema Desktop Publishing, vor allem zu Adobe-Software. Während des Studiums entdeckte Tançgil die Liebe zur türkischen Küche und launchte mit Freunden den Kochblog KochDichTürkisch. Sein erster Artikel war Anfang 2007 online. Damit war KochDichTürkisch eigenen Angaben zufolge der erste deutschsprachige Blog zur türkischen Küche.
2012 gründete Tançgil mit seiner Frau Orkide Tançgil den Doyç Verlag (ausgesprochen Deutsch, phon. [deudʒ?]). Dort veröffentlichte das Ehepaar Tançgil drei türkische Kochbücher, ein viertes ist im österreichischen Brandstätter Verlag erschienen, das fünfte Kochbuch im Christian Verlag. Seit 2013 ist Tançgil beim WDR Fernsehen als Fernsehkoch und Experte für die türkische Küche in Sendungen wie daheim + unterwegs und Hier und heute zu sehen. Rezepte der Tançgils veröffentlichten etwa Brigitte, Focus, Süddeutsche Zeitung und Spiegel. 2025 behauptete Tançgil, sein Vater sei der Urheber des Döner-Logos, dessen Herkunft nicht geklärt ist.

## Werke
- mit Sven Thamphald: InDesign CS2. Buch + CD-ROM, BHV-Verlag, Bonn 2005, ISBN 978-3-8266-8158-5.
- Adobe InDesign CS5: das umfassende Training. Galileo Press, Bonn 2010, ISBN 978-3-8362-1573-2 (DVD-ROM).
- mit Orkide Tançgil: KochDichTürkisch ~ SOFRAlar – Türkisch Kochen auf Deutsch. Doyç Verlag, Düsseldorf 2012, ISBN 978-3-9815476-1-0.
- Grafik und Gestaltung: Schritt für Schritt zum perfekten Design. Galileo Press, Bonn 2012, ISBN 978-3-8362-1743-9 (DVD-ROM).
- mit Pavel Kaplun: Adobe Photoshop CS6 für Fortgeschrittene. Galileo Press, Bonn 2012, ISBN 978-3-8362-1901-3 (DVD-ROM).
- Adobe InDesign CS6: das umfassende Training. Galileo Press, Bonn 2012, ISBN 978-3-8362-1902-0 (DVD-ROM).
- mit Pavel Kaplun: Adobe Photoshop CC für Fortgeschrittene. Galileo Press, Bonn 2013, ISBN 978-3-8362-2433-8 (DVD-ROM).
- mit Orkide Tançgil: KochDichTürkisch ~ MEZEler - Kleine Köstlichkeiten und mehr. Doyç Verlag, Düsseldorf 2013, ISBN 978-3-9815476-0-3.
- mit Orkide Tançgil und Katharina Seiser: Türkei vegetarisch. Brandstätter Verlag, Wien 2015, ISBN 978-3-85033-915-5.
- mit Orkide Tançgil: KochDichTürkisch ~ KEBAPlar – Döner, Köfte, Fleisch und Grillen auf Türkisch. Doyç Verlag, Düsseldorf 2017, ISBN 978-3-9815476-4-1.
- mit Orkide Tançgil: Bayram. Türkisch kochen mit 65 Rezepten für das Ramadan-Fest und alle islamischen Feiertage. Christian Verlag, München 2022, ISBN  978-3-95961-658-4.